# بيلي هاردي
بيلي هاردي (بالإنجليزية: Billy Hardy)‏ هو ملاكم إنجليزي يصنف ضمن فئة وزن الريشة.

## إحصائيات
خاض خلال مسيرته 48 نزالا، فاز في 37 وتعادل في 2 وخسر في 9. فاز بالضربة القاضية في 17 نزالا.

## روابط خارجية
- بيلي هاردي على موقع بوكس ريك (الإنجليزية) (registration required)